# Abu Hanifa
Abū Ḥanīfa al-Nuʿmān (în arabă نعمان بن ثابت بن زوطا بن مرزبان; n. 5 septembrie 699 d.Hr., Kufa, Califatul Omeiad – d. 18 iunie 767 d.Hr., Bagdad, Califatul Abbasid) a fost un teolog și jurist, fondatorul școlii legislative hanefite – una dintre cele patru școli de jurisprudență islamică sunită. O personalitate importantă a lumii sociale și intelectuale islamice, Abu Hanifa a rămas în istorie și ca o figură controversată, existând scrieri care îl înfățișează în contradictoriu. Cu toate acestea, Abu Hanifa s-a bucurat din plin de respectul și admirația comunității musulmane.

## Viața
Abu Hanifa s-a născut în Kufa  (unul dintre primele centre ale învățaților musulmani; principalul centru al șiismului și a diviziunilor sale) în 699 d. Hr. și a murit în 767 d. Hr. într-o închisoare din Bagdad. Bunicul său, Zuta se spune că ar fi venit din Kabul  la al-Kufa (Irak), unde s-a stabilit după ce a fost eliberat.. 
Conform calendarului musulman, Abu Hanifa a trăit 70 de ani, primii 52 sub conducerea omeyadă, iar următorii 18 ani sub guvernarea primilor doi califi abasizi Saffah (104-36/722-54) și Mansur (95-158/ 714-75), a căror revoluție Abu Hanifa a susținut-o inițial, ulterior opunându-se.
Nu sunt date certe cu privire la originea familiei sale, unii menționând Kabul, iar alții Termed sau Nesa. De asemenea, orașul Anbar a fost și el vehiculat ca loc originar al lui Abu Hanifa, acesta fiind se pare cunoscut sub apelativele  ”babilonianul” sau ”nabateanul”. Orașul antic Babilon este asociat în Coran cu magia înșelătoare și cu decepțiile – un profil pe care inamicii lui Abu Hanifa l-au utilizat pentru a-l denigra. Apelativul nabati(nabateanul) , care era utilizat pentru non-arabi cu un trecut incert, utilizat în anumite descrieri (Ebn Manẓūr, Lesān al-ʿarab VII, pp. 411–12; al-Moʿǰam al-wasīṭ II, p. 905; for reports, see Taʾrīḵ Baḡdād XIII, p. 405) ale lui Abu Hanifa, a avut un rol peiorativ. Datele referitoare la originea lui Abu Hanifa în Anbar merită a fi luate în considerare. În perioadapreislamică, Anbar a fost o garnizoană a armatei sasanide din Mesopotamia, adăpostind mulți soldați persani și civili, în perioada islamică fiind populat cu oameni din Khorasan. Străbunicul lui Abu Hanifa ar fi locuit în Anbar, în momentul în care orașul a fost predat în mod pașnic lui Kaled Walid în 634 d.Hr., acesta părăsind Anbar și mutându-se la Kufa ca musulman liber, nefiind niciodată sclav.
Nu se cunosc foarte multe detalii despre viața lui Abu Hanifa în Kufa. Conform unor surse, acesta ar fi fost comerciant de mătase. În această perioadă, Abu Hanifa ar fi dobândit cunoștințe privind jurisprudența islamică și hadith-urile. De asemenea, a participat la sesiunile de lectură organizate de către Hammad Abi Sulayman în Kufa și la cele ale lui Ata Abi Rabah în Mecca. După moartea lui Hammad, Abu Hanifa și-a dobândit faima de cel mai bun învățat în jurisprudență religioasă din Kufa, dar nu a fost niciodată qadi (judecător); totuși, Abu Hanifa a oferit consiliere mai multor conducători, unul dintre cei cărora le-a dat sfaturi fiindYazid Amr, guvernatorul Irak-ului în timpul lui Marwan ibn Muhammad, care a fost ultimul calif omeiad.
Abu Hanifa a stat 5 sau 6 ani la Mecca. Acesta este considerat unul dintre iluștri Tabi`un (succesor), anumite surse relatând faptul că  Abu Hanifa a cunoscut cel puțin patru dintre însoțitorii Profetului, printre care și pe Anas Malik. Acest aspect, a oferit o distincție activităților sale scolastice, bucurându-se de aprecierea celor pioși. Apelativul său a fost Imam al-Azam (marele lider), de unde și-a luat numele și cartierul din jurul mausoleului său din Bagdad – al-Azamiyya.
În ceea ce-l privește pe Abu Hanifa sunt adesea menționate conștiinciozitatea, abstinența și caritatea sa. Se spune că acesta a dat bani  într-un mod generos pentru membrii din familia sa, a dat de pomană săracilor și și-a ajutat studenții. Asemenea altor învățați pioși, ziua sa era alcătuită din predat și rugăciune. Rutina sa zilnică începea cu rugăciunea în moschee, după care răspundea la întrebările studenților săi până la amiază. După rugăciunea de la amiază, Abu Hanifa preda până la rugăciunea de seară. După care se întorcea acasă și după o scurtă odihnă se întorcea la moschee și se ruga până la rugăciunea de dimineață.  Se spune că acesta recita foarte frumos Coranul și conform unor surse ar fi făcut pelerinajul (hajj) de 55 de ori. 
Există păreri distincte privind motivul pentru care Abu Hanifa a fost trimis la închisoare spre sfârșitul vieții sale. Unii spun că acest fapt se datorează refuzului său de a servi drept qadi în perioada califului abasid al-Mansur.  Khatib al-Baghdadi relatează că trimiterea sa la închisoare este consecința criticii deschise pe care a adresat-o regimului al-Mansour în timpul unei revolte.  În anul 766, califul al-Mansur i-ar fi cerut lui Abu Hanifa să fie qadi în Bagdad, considerând că oferindu-i un asemenea post l-ar fi adus sub controlul său. Însă, Abu Hanifa a refuzat oferta califului cu scopul de a-și menține independența și imparțialitatea, fapt ce l-a înfuriat pe calif și l-a determinat să-l trimită la închisoare unde a și murit. ..
Abu Hanifa a murit în anul 767. În timpul sultanului Malik, unul dintre vizirii acestuia a construit o cupola impresionantă deasupra mormântului lui Abu Hanifa și a consolidate mausoleul acestuia de mai multe ori în timpul perioadei otomane..

## Activitatea și ideile transmise
Abu Hanifa nu a scrisopere consistente de jurisprudență islamică, dar ideile sale pot fi reconstruite din scrierile studenților săi. Cei mai cunoscuți studenți ai săi sunt al-Shaybani (d. 749-750) și Abu Yusuf (d. 798), care au prezervat doctrinele și opiniile lui Abu Hanifa în operele lor. Din aceste lucrări se poate desprinde ideea că gândirea lui Abu Hanifa se baza într-o măsură considerabilă pe opiniile sale personale (ra`y) concluziile sale au fost derivate prin rațiuni de ordin legal (qiyas). În teologia sa, Abu Hanifa și-a arătat grija pentru menținerea unității și armoniei comunității musulmane; în timpul său aveau loc numeroase conflicte în comunitate, Abu Hanifa căutând o cale de mijloc între părțile conflictuale. Această înclinație a fost rezultatul influenței Murji`a, un grup înființat în ce-a de-a treia parte a perioadei umeiade.Principala preocupare a Murji`a era chestiunea începutului  califatului; în încercarea de a limita disensiunile care au apărut după uciderea lui Uthman, aceștia și-au exprimat sprijinul pentru Abu Bakr și Umar, dar au luat în considerare meritele lui Uthman și Ali.Murji`a considerau credința individului ca nefiind subiectul unei creșteri sau descreșteri în intensitate și că aceasta nu includea obiceiuri precum rugăciunile zilnice. Această atitudine hanefită a grupului Murji`a a dus la formarea atitudinilor politice și teologice ale viitorului Ahl al-Sunna. În scrisoarea lui Abu Hanifa către juristul din Basra, Uthman al-Batti, pe care înțelepții îl vedeau ca autentic, Abu Hanifa apără adeziunea acestuia la principiile Murji`a. În crezul cunoscut sub numele Fiqh al-Akbar I, Abu Hanifa subliniază zece articole referitoare la credință, articole contradictorii pozițiilor exprimate de Kharjiți, șiiți, Qadariyya și Jahmiyya.
Opozanții săi din ultima perioadă i-au atribuit lui Abu Hanifa anumite doctrine nepopulare, derivate nu numai din Murji`a, ci și din Jahmiyya; spre exemplu, acesta este descris ca aderând la poziția conform căreia Coranul a fost creat și iadul nu este etern. Lucrările de regulă îl încadrau pe Abu Hanifa în rândul transmițătorilor slabi de hadith și tradiționaliștii atacau accentual pus pe opinii personale și rațiuni juridice. Susținătorii săi loiali din rândurile juriștilor hanafi au încercat să-l disculpe de aceste acuzații; studentul său, Abu Yusuf a acentuat faptul că Abu Hanifa respecta hadith-urile, iar juristul hanafit Ahmad al-Salt a negat faptul că Abu Hanifa ar fi afirmat că Coranul a fost creat. Juristul hanafit Abu Jafar al-Tahawi, în lucrarea sa Manaqib abi Hanifa menționa și lăuda virtuțile lui Abu Hanifa.

## Școala hanafită
Școlile juridice constituiau anumite cercuri formate din învățați musulmani, care căutau soluții juridice la problemele nou ivite, cu timpul sistematizându-și preceptele juridice. În limba arabă aceste școli sunt numite madhab. Fiecare musulman aparține unei școli, problemele pe care le întâmpină fiind soluționate conform preceptelor acesteia.. Conform lui Muhammad ibn Idris as-Shafi, cel care a pus bazele unei noi discipline usul al-fiqh –principiile științelor juridice, dreptul islamic are patru izvoare: Al-kitab – Cartea (Coranul), Sunna profetului; al-qiyas sau analogia și al-ijma sau consensul.
‘’Hanefismul’’ sau școala hanafită, acceptă, pe lângă izvoarele primare ale dreptului canonic (Coranul și sunna), opinia personală rațională (ar.: رأى ra’y). Celelalte școli juridice sunite sunt școala malekită (fondator: Malik bin Abis) – se bazează mai mult pe opinia personală și pe raționamentul prin analogie decât pe sunna; școala șafiită (fondator al-Shafi) – se bazează pe sunna și pe raționament, iar consensul învățaților este acceptat; școala hanbalită (fondator Ahmad bin Hanbal) – se limitează la o interpretare literală a Coranului și a sunna ”arătând că Dumnezeu este atotputernic, iar justiția Lui nu este asemenea celei umane” 
Școala hanefită este cea mai veche, fiind intitulată astfel după întemeietorul ei Abu Hanifa, conducător al corpului de juriști din localitatea Kufa. Conform unor surse, acesta ar fi scris în timpul vieții două cărți, pierdute, datele din acestea transmițându-se prin ucenicii săi. Metodologia lui Abu Hanifa a permis dezvoltarea dreptului islamic într-o manieră potrivită condițiilor din Irak. Ideile școlii hanefite s-au răspândit și în Khorasan, India de nord și Transoxania, fiind adoptate și de către selgiukizi și otamani. În prezent, ideile acestei școli predomină în Turcia..

## Lucrările sale
- Al-Fiqh Al-Akbar
- Al-Fiqh Al-Absat
- Kitab-ul-Aathaar, povestită de către Imaam Muhammad al-Shaybani – reunește 70,000 de hadith-uri
- Kitab-ul Aathaar, povestită de Imaam Abu Yusuf
- Aalim wa'l-muta‘allim
- Musnad Imaam ul A'zam
- Kitab-ul Rad alal Qaadiriyah